# 캬나리클럽
캬나리클럽(キャナァーリ倶楽部)은 NICE GIRL 프로젝트!에 소속된 일본의 여성 아이돌 그룹이다. 소속 사무소는 스페이스 크래프트 엔터테인먼트.

## 개요
슬로건은「건강한 일본! 집등도 지역도 활성이다」.
덧붙여, 철자는「카나리아」(Canary)이지만, 유닛명 표기는 상기가 올바르다.
2011년 6월 이후는 신작의 음원과 라이브는 하지 않았고, 현재 향후 활동에 대한 구체적인 공식 발표도 없는 상태가 이어지고 있어 실질적 활동 휴지 중이라고도 할 수 있다(그러나 활동 휴지, 해산을 분명히 밝힌 것도 없다).

## 멤버
- 다카다 아유미 (高田あゆみ, 1984년 10월 20일 - ) 이니셜 : 아유베(あゆべえ) - 최연장자, 리더
- 니와 미키호 (にわみきほ(전예명 : 丹羽未来帆), 1989년 9월 27일 - ) 이니셜 : 니키(みっきー) - 서브리더
- 오오우라 이쿠코 (大浦育子, 1989년 9월 22일 - ) 이니셜 : 이쿠치(いくっち)
- 오가와 마나 (小川真奈, 1993년 7월 2일 - ) 이니셜 : 오가마나(おがまな) - 솔로활동중인멤버
- 모치다 치히라 (持田千妃来, 1997년 10월 12일 - ) 이니셜 : 치이쨩(ちーちゃん) - 최연소

### 전 멤버
- 마츠이 유리에 (松井友里絵, 1988년 4월 6일 - ) 이니셜 : 마쨩(まっちゃん) - 2011년 5월 1일 졸업.
- 스기우라 리호 (杉浦里穂, 1992년 2월 3일 - ) 이니셜 : 리폰(りっぽん) - 2009년 1월 21일 졸업.
- 오카다 레이코 (岡田怜子, 1993년 6월 19일 - ) 이니셜 : 오컁(おっきゃん) - 2011년 5월 1일 졸업.
- 우치다 유마 (内田由麻, 1994년 11월 7일 - ) 이니셜 : 우치(うっちぃ) - 2010년 3월 21일 졸업.
- 하시구치 에리나 (橋口恵莉奈, 1996년 11월 18일 - ) 이니셜 : 에리나(えり〜な) - 2009년 6월 14일 졸업.

## 활동
2007년
- 3월 3일, 유닛 발족.
- 5월 3일, 1st 싱글을 발매.
- 6월 9일, 걸즈♀갤러리에서 이벤트를 개최.
- 6월 30일, 시부야 C.C.Lemon 홀에 있어 행해진 갸루루의 신곡 발매 기념 무료 콘서트에 응원 게스트로서 걸 메이크에서 출연했다.
- 9월 22일 ~ 24일, 전국 전기 통신 노동조합 홀에서 행해진「층쿠♂ THEATER」제4탄「아아 여자 합창부 ~영광의 파편~」에 출연.
- 10월 15일, NICE GIRL 프로젝트!에 참가가 층쿠♂에 의해 발표되었다.

2009년
- 1월 12일, 스기우라 리호가 졸업.
- 6월 14일, 하시구치 에리나가 졸업. 동시에 모치다 치히라가 준멤버로서 가입.
- 12월 25일, 모치다 치히라가 정식 멤버로 승격.

2010년
- 3월 12일, 우치다 유마가 졸업.
- 8월 4일, 6th 싱글「ダイスッキ!」를 발매.

2011년
- 5월 1일, 오카다 레이카와 마츠이 유리에가 졸업.
- 5월, TNX와의 업무 위탁 매니지먼트 계약이 종료. 동시에 니와, 오가와, 오오우라, 다카다가 소속 원래대로 돌아가, 새롭게 개별 활동도 스타트시킨다.

2018년
- 10월 4일, 약 7년 반만의 활동, TNX 주최「It's a Girl's Pop World!」에 출연.

## 음악

### 싱글
1. SWEET & TOUGHNESS (2007년 5월 3일)
  - 커플링 : 夢を信じて
2. 青春万歳! (2007년 7월 25일)
  - 커플링 : Ready Steady Go!
3. FAITH! (2008년 1월 1일)
  - 커플링 : 初恋イメージ (하시구치 에리나)
4. ニシキカザレ (2008년 4월 9일)
  - 커플링 : HAPPYやなぁ!
5. 瞳がキラキララ (2008년 7월 16일)
  - 커플링 : Lonely Moon (오가와 마나)
6. ダイスッキ! (2010년 8월 4일)
  - 커플링 : おっしゃれ恋気分

### 앨범
1. ①かなりキャナァーリ (2007년 10월 17일, 미니 앨범)
2. ②エエジャナイカ (2009년 8월 26일)

### 참가 앨범
1. Rainy～雨に打たれて～ (2009년 7월 29일,「리듬 천국 골드 국내판 해외판 전 보컬집」에 수록)
2. やがて女はきれいになるだろう (2011년 8월 24일,「모두의 리듬 천국 전곡집」에 수록)

### DVD

#### 싱글V
1. 싱글V「SWEET & TOUGHNESS」(2007년 6월 27일)
2. 싱글V「青春万歳!」(2007년 8월 29일)
3. 싱글V「FAITH!」(2008년 2월 6일)

#### PV집
1. キャナァーリ倶楽部シングルVクリップス① (2008년 9월 10일)

#### 콘서트
1. キャナァーリ倶楽部 ライブドキュメントDVDおまけつき-2008.4.6サンフォニックスホールin横浜アリーナ～横浜キャナリアダイヤモンド～- (2008년 5월 24일)
2. キャナァーリ倶楽部 2008秋～渋谷でキラキララ～ (2009년 2월 27일)

#### 솔로 DVD
1. なままな 小川真奈 DVD (2009년 9월 20일)
2. はじめまして…みっきーです in セブ島 にわみきほ DVD (2010년 5월 28일)
3. sabra DVD Collection「にわみきほ YELLOW STAR」にわみきほ DVD (2010년 10월 21일)
4. なままなゴールド 小川真奈 DVD (2009년 12월 23일)
5. 天使の休日 にわみきほDVD (2011년 6월 20일)
6. Twenty One 〜ナツノトイキ〜 にわみきほ DVD (2011년 9월 24일)

#### 그 외
1. キャナァーリ倶楽部 元気だ!水着だ!サイパンだ! (2008년 7월 25일)
2. キャナァーリ倶楽部 初めてのサイパンひとりじめ! (2008년 7월 25일)

## 출연

### 텔레비전
- ISHIMARU DASH on TV (2007년 5월 18일 ~ 10월 19일, 엔타! 371)
- HOLLYx2☆POP☆TV+ (2007년 8월 5일 ~ 10월 21일, 테레비사이타마)

### 라디오
- THE 폿시보 로빈과 캬나리클럽 이쿠치의 폿시 꺄인? (2008년 4월 1일 ~ 2011년 4월 2일, CBC 라디오) - 니와 미키호(2009년 12월 29일까지) → 오오우라 이쿠코(2010년 1월 5일부터)가 담당.
- 폿시와 캬나의 나이스 키스 (2008년 9월 6일 ~ 2009년 7월 25일, Kiss-FM KOBE) - 오오우라 이쿠코가 담당.
- 캬나리 클럽 ~이심전심~ (2009년 4월 6일 ~ 2010년 9월 20일, TBS 라디오)※ 팟캐스트에서도 전달.
- 오가와 마나의 라지오티네이지브르스 (2010년 4월 2일 ~ 9월 24일, JFN 계열) - 오가와 마나가 담당.

## 서적

### 사진집
- キャナァーリ倶楽部 ファースト写真集 個の巻 初めてのサイパンひとりじめ ソロショット集 by キャナァーリ倶楽部! (2008년 8월 26일, 아스키 미디어 워크스) ISBN 978-4-04-867232-0
- キャナァーリ倶楽部 ファースト写真集 集の巻 水着、サイパン、キャナァーリ倶楽部! (2008년 8월 26일, 아스키 미디어 워크스) ISBN 978-4-04-867233-7

### 솔로 사진집
- 오가와 마나 1st 사진집「なままな」(2009년 7월 15일, 채문관) ISBN 978-4-7756-0416-8
- 니와 미키호 1st 사진집「みきほまるごと」(2010년 6월, 채문관) ISBN 978-4-7756-0481-6
- 니와 미키호 2nd 사진집「Tropical Rainbow」(2010년 9월 16일, 소학관) ISBN 978-4-09-103086-3

## 같이 보기
- TNX
- 토키토 아미